# 切爾沃內斯泰普 (烏蘭尼夫市鎮)
49°44′26″N 28°22′8″E / 49.74056°N 28.36889°E
切爾沃內斯泰普（羅馬化：Chervonyi Step）是烏克蘭的村落，位於該國西南部文尼察州，由赫梅利尼克區烏蘭尼夫市鎮負責管轄，始建於1908年，面積0.91平方公里，海拔高度287米，2001年人口139，人口密度每平方公里152.75人。